# Andrí Livitski
Andrí Mikolàiovitx Livitski (en ucraïnès: Андрі́й Микола́йович Ліви́цький – nascut el 9 d'abril de 1879 a Lipliava, en l'actual óblast de Txerkassi i mort el 17 de gener del 1954 a Karlsruhe, Alemanya) fou un jurista i polític ucraïnès. Fou cap del govern a l'exili de la República Popular d'Ucraïna (UNR) i n'assegurà la presidència.

## Joventut i compromís polític
Després de graduar-se en el Galagan College a Kíiv i a la Facultat de Dret de la Universitat de Kíiv, va treballar com a advocat i jutge cívic. Va presidir el moviment estudiantil Hromada a Kíiv. El 1901 es va incorporar al Partit Revolucionari Ucraïnès i es va convertir en el seu president a Lubni. Va ser arrestat el 1905 per les seves activitats polítiques i considerat com el principal instigador de l'anomenada República de Lubni. Es tractava d'un càrrec de conspiració per enderrocar el govern tsarista derivat de l'activitat de la Comissió Revolucionària de la Coalició, que es va formar a Lubny en l'inici de la Revolució de 1905 pel Partit Obrer Socialdemòcrata Ucraïnès i els altres partits socialistes, com la Bund i Poale Zion. Després d'haver vist frustrats els seus plans pel fracàs de la revolució, el comitè creà una força de combat d'autodefensa per contrarestar els pogroms jueus i detenir els arrestos dels revolucionaris. Un tribunal d'apel·lació va anul·lar la jurisdicció militar les penes i va absoldre tots els acusats. Aquests van ser defensats per Mikola Mikhnovski i Arnold Margolin. Del 1905 al 1920, Livitski fou un membre prominent del Partit Obrer Socialdemòcrata Ucraïnès.

## Les seves funcions en el si de la República Popular d'Ucraïna
El 1917 i el 1918, fou una personalitat de la Rada Central, i del Comitè Central de l'Associació Camperola. Fou comissari de la República Nacional Ucraïnesa de diversos comtats i va pertànyer a la Unió Nacional Ucraïnesa que preparà la revolta contra l'Hetmanat. Després d'això fou un membre importat del Directori d'Ucraïna. L'abril del 1919, fou nomenat Ministre de Justícia i primer ministre adjunt del govern de l'UNR. L'agost fou nomenat director del Ministeri d'Afers Estrangers. L'octubre del 1919, en tant que cap de la missió diplomàtica a Polònia, va tenir la difícil tasca de forjar una aliança contra la Rússia Soviètica. Les seves negociacions van conduir al Tractat de Varsòvia (1920) signat per Józef Piłsudski i Símon Petliura.

## A l'exili
Un any més tard, Livitski esdevé cap del govern de l'UNR i se'n va amb aquest últim a l'exili a Tarnów, Polònia. A finals del 1921, després del tràgic final de la segona campanya d'hivern, convenç els seus companys d'establir el govern a l'exili de la República Popular d'Ucraïna. Durant la seva estada a Varsòvia, col·laborà amb Símon Petliura, el líder del Directori d'Ucraïna, en la gestió del govern en matèria de diplomàcia i afers militars. Després de la mort d'aquest últim el 1926, Livitski el va succeir en tant que vicepresident del Directori i hetman suprem de l'Exèrcit de la República Nacional Ucraïnesa. Va dirigir d'ara endavant el govern a l'exili.
Durant la Segona Guerra Mundial, fou confinat a Varsòvia pels alemanys. Segons les seves instruccions expresses, Viatxeslav Prokopovytx, a París, assumí la presidència temporal del 1939 al 1940, i declarà el seu suport a França, Gran Bretanya i Polònia contra Alemanya. Poc actiu durant aquest turbulent període, el govern a l'exili recolza, però, Taràs Borovets, i més endavant, el 1945, el Comitè Nacional Ucraïnès
El 1945, Livitski reactivà el govern a l'exili i invità els representants de la nova emigració a adherir-s'hi. El 1946, encarregà a Isaac Mazepa que unís tots els partits polítics i aquesta unió va conduir al Consell Nacional Ucraïnès el 1947. En la primera sessió del Consell, Livitski fou elegit president del govern a l'exili de la República Popular d'Ucraïna de per vida. Va morir el 17 de gener del 1954. El 1965, les seves restes foren transferides al cementiri ucraïnès de South Bound Brook a Nova Jersey. Stepan Vitvitski el succeí al capdavant de l'UNR a l'exili.
| Precedit per: Símon Petliura | President d'Ucraïna 1926 - 1954 | Succeït per: Stepan Vitvitski |